# Dukuhturi (Bumiayu)
Dukuhturi is een bestuurslaag in het regentschap Brebes van de provincie Midden-Java, Indonesië. Dukuhturi telt 10.105 inwoners (volkstelling 2010).